# Bingöl (provins)

Karta över Turkiet med Bingöl markerat.

Bingöl är en av Turkiets 81 provinser. Provinsens areal är 8 253 km². Vid folkräkningen 2010 hade Bingöl 255 170 invånare. Centralorten är Bingöl.
Provinsen ligger i östra Turkiet och gränsar till provinserna Erzurum i nordöst, Muş i öst, Elazığ i söder, Diyarbakır i väst och till Tunceli i nordväst. 
Bingöl ligger i ett område som ofta drabbas av jordbävningar. 1 maj 2003 drabbades provinsen av en jordbävning som dödade minst 176 personer.  

## Distrikt

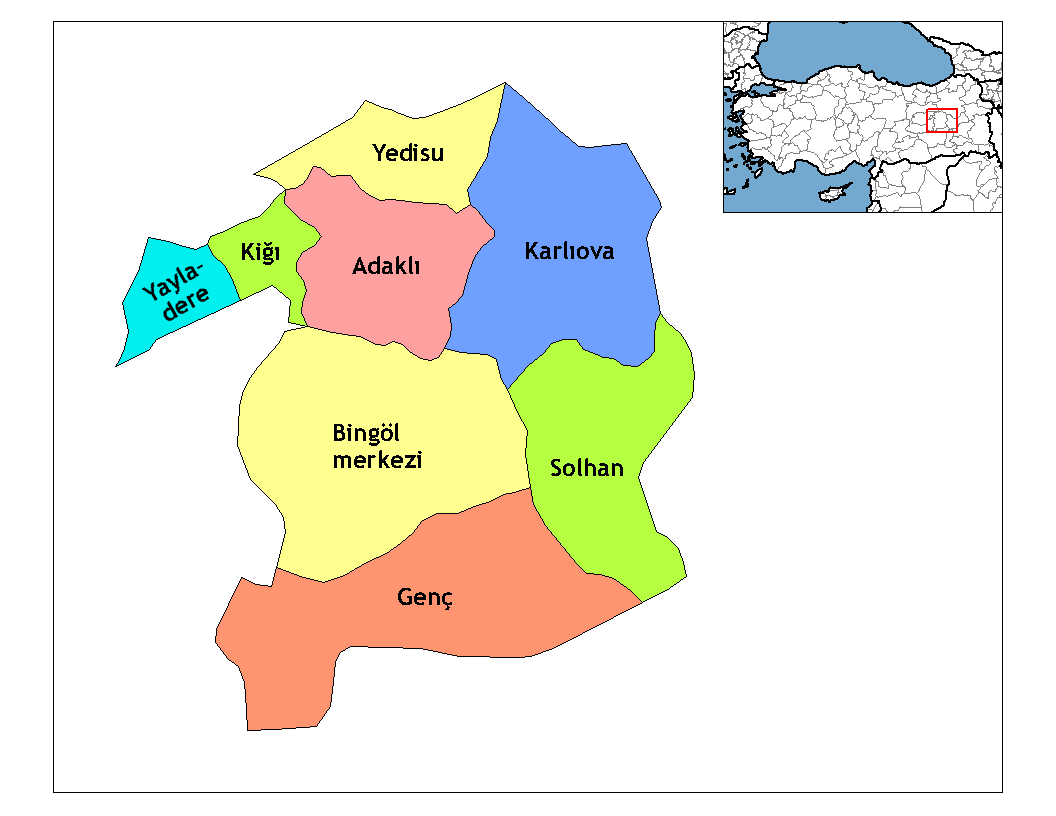
Bingöls distrikt

Provinsen Bingöl består av åtta distrikt:
| - Adaklı - Bingöl - Genç - Karlıova | - Kiğı - Solhan - Yayladere - Yedisu |